# Curtonotum platyphallum
Curtonotum platyphallum är en tvåvingeart som beskrevs av Tsacas 1977. Curtonotum platyphallum ingår i släktet Curtonotum och familjen Curtonotidae.
Artens utbredningsområde är Liberia. Inga underarter finns listade i Catalogue of Life.